# Sân bay Santa Ana del Yacuma
Sân bay Santa Ana del Yacuma (IATA: SBL, ICAO: SLSA) là một sân bay tọa lạc ở Santa Ana del Yacuma, Bolivia. Sân bay này có một đường băng dài 1528 mét, bề mặt rải nhựa đường.

## Hãng hàng không và tuyến bay
- Amaszonas (Trinidad)
- Aerocon (Trinidad)